# Lancia Dedra
Lancia Dedra je automobil talijanskog marke Lancia i proizvodio se od 1989. – 2000. godine. 

## Motori
- 1.6 L, 55 kW (75 KS)
- 1.6 L, 57 kW (78 KS)
- 1.6 L, 65 kW (88 KS)
- 1.6 L, 66 kW (90 KS)
- 1.6 L, 77 kW (105 KS)
- 1.8 L, 66 kW (90 KS)
- 1.8 L, 74 kW (101 KS)
- 1.8 L, 77 kW (105 KS)
- 1.8 L, 80 kW (109 KS)
- 1.8 L, 83 kW (113 KS)
- 1.8 L, 96 kW (130 KS)
- 2.0 L, 83 kW (113 KS)
- 2.0 L, 85 kW (115 KS)
- 2.0 L, 86 kW (117 KS)
- 2.0 L, 102 kW (139 KS)
- 2.0 L turbo, 119 kW (162 KS)
- 2.0 L turbo, 124 kW (169 KS)
- 2.0 L turbo dizel, 66 kW (90 KS)